# Tirannicidio

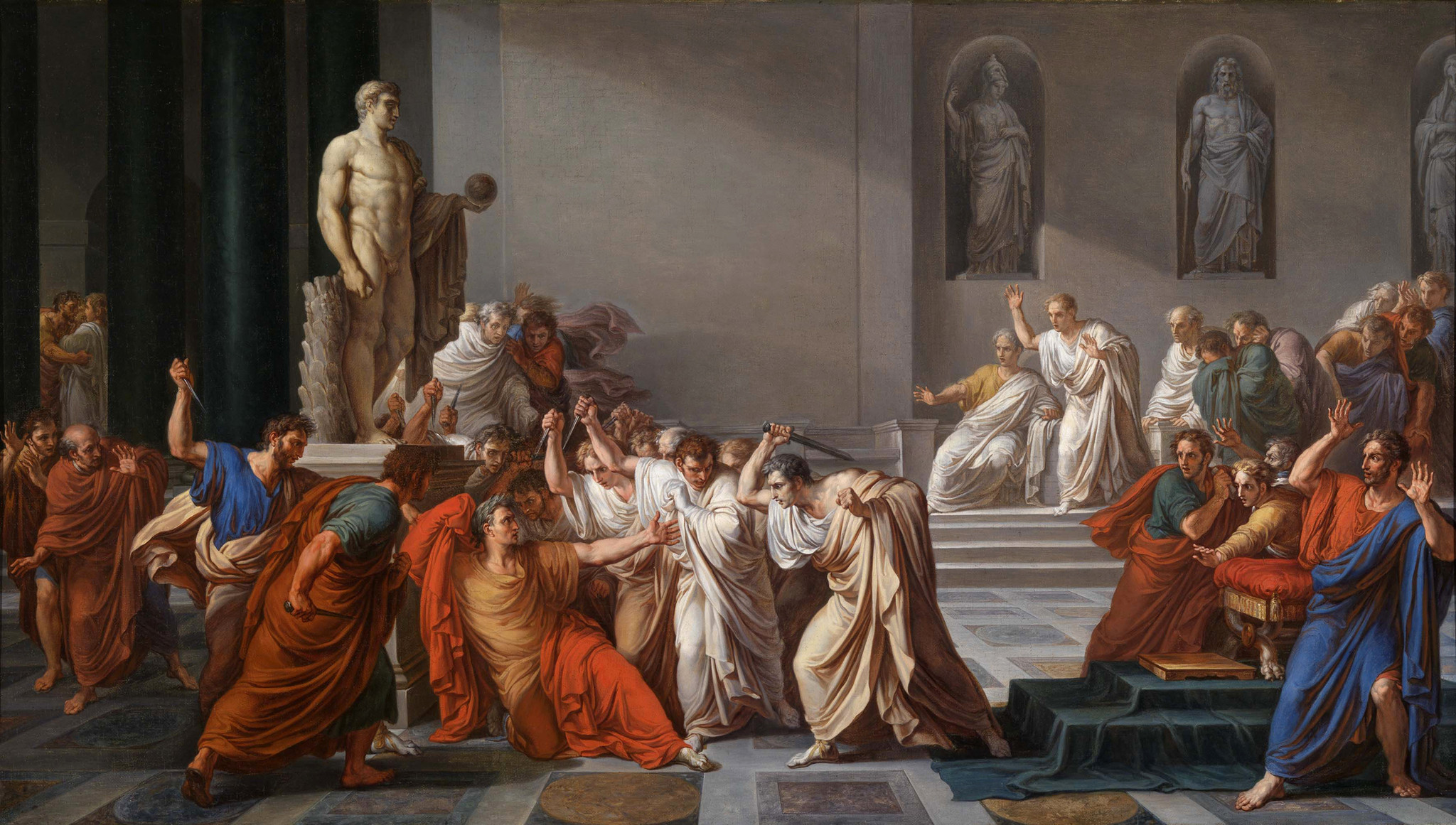
Vincenzo Camuccini, Morte di Giulio Cesare. Una tradizione anglosassone apocrifa vuole che Bruto (al centro, con il volto girato dalla parte opposta a Cesare) abbia gridato, prima di compiere l'atto, la frase Sic semper tyrannis!, cioè pressappoco "Così (sarà) sempre per i tiranni!"

Il tirannicidio è l'uccisione o l'assassinio di un tiranno, compiuta di solito per il bene comune o per vendetta per un grave torto subito. Il termine "tirannicida" indica chi uccide un tiranno: ad esempio, gli antichi greci Armodio e Aristogitone sono chiamati per antonomasia "i tirannicidi".
Il termine in senso stretto non si applica ai tiranni uccisi in battaglia o uccisi da un nemico in un conflitto armato. Raramente è applicata quando un tiranno viene ucciso da una persona che agisce per motivi egoistici, come ad esempio per prendere il potere per sé stessi, o per l'uccisione di un ex tiranno. A volte, il termine si limita alle uccisioni effettuate da persone che sono effettivamente stati soggetti al tiranno e al suo potere.

## Teorie politiche

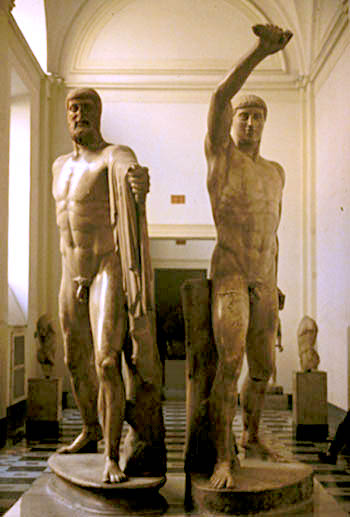
Armodio e Aristogitone, i tirannicidi, raffigurati nell'omonimo gruppo scultoreo

Il tirannicidio può essere anche una teoria politica ed etica, e come tale risale all'antichità. La resistenza al tiranno, talvolta culminante nella sua uccisione, si trova già in Sofocle e in generale nella tragedia greca (Antigone, Agamennone, Le Coefore, Elettra). Il supporto per il tirannicidio può essere trovato poi nelle Vite parallele di Plutarco, in Cicerone, in Seneca. Platone, nel Politico, descrive un tiranno violento come l'opposto di un buono e "vero re",  mentre Aristotele, nella Politica, lo vede come il contrario di tutte le altre forme benefiche di governo; Aristotele descrisse il tirannicidio soprattutto come un atto compiuto da chi desidera ottenere personalmente la morte del tiranno, mentre quelli che agiscono senza speranza di guadagno personale, vengono considerati rari. Quasi tutte le filosofie antiche giustificano quindi il tirannicidio, dal platonismo allo stoicismo.
Plutarco cita dei provvedimenti adottati da Publicola, collega di Lucio Giunio Bruto che aveva deposto Tarquinio il Superbo, per contrastare l'ascesa della monarchia, teorizzando la giustezza del regicidio e del tirannicidio, in quanto si trattava di anticipare un giusto processo pubblico dalla conclusione inevitabile sotto una Repubblica: l'adfectatio regni ("aspirazione a regnare") andava fermata, così come era giusto eliminare un re, sia legalmente che illegalmente, sempre che dopo l'atto fossero state portate le prove della colpevolezza dell'aspirante tiranno o di un suo sostenitore. Chiunque fosse sospetto di voler essere re era dichiarato dalle leggi di Publicola homo sacer ("esecrato", o "consacrato agli dei", ossia sacrificabile): poteva essere ucciso impunemente da qualsiasi cittadino romano.
(Plutarco, Vite parallele, Solone e Publicola, XII, 1-2)
Cicerone fece ad esempio condannare sommariamente diversi cospiratori con Catilina, ma fu in seguito esiliato brevemente per ciò. Bruto e Cassio e gli altri cesaricidi affermarono di aver ucciso legittimamente e legalmente Cesare in ossequio alle tradizioni legali repubblicane, poiché "voleva farsi re" in maniera palese. Nessuno dei cesaricidi, pur se uccisi o morti dopo pochi anni in quanto sconfitti da Ottaviano Augusto e Marco Antonio, cesariani, fu processato per omicidio. Lo stesso Cicerone approvò la congiura e sosteneva la liceità del tirannicidio: 
(Marco Tullo Cicerone)
Diversi filosofi e teologi cristiani hanno anche scritto sul tirannicidio. Manegoldo di Lautenbach, teologo tedesco medievale, argomenta che:
(Manegoldo di Lautenbach)
Nel commento di Tommaso d'Aquino alle Sentenze di Pietro Lombardo, Tommaso difende non solo la disobbedienza ad un'autorità ingiusta, utilizzando come esempio i martiri cristiani nell'impero romano, ma anche di "colui che libera il suo paese uccidendo un tiranno." I monarcomachi, in particolare, hanno sviluppato una teoria del tirannicidio, ad esempio Juan de Mariana affermò che "i filosofi e teologi sono d'accordo, il principe che afferra lo stato con la forza e con le sue braccia, e senza alcun diritto legale, senza la pubblica approvazione civica, può essere ucciso da chiunque e privato della vita."
La casistica gesuita sviluppò una teoria simile, criticata da Blaise Pascal ne Le provinciali. Prima di loro, il filosofo scolastico Giovanni di Salisbury legittimò anche lui il tirannicidio, in condizioni specifiche.  La sua teoria era derivata dalla sua idea di Stato come un organismo politico in cui tutti i membri collaborano attivamente alla realizzazione del programma di utilità comune e la giustizia. Egli scrisse che quando il principe di questo corpo politico si comporta tirannicamente, non rispettando le sue responsabilità, le altre parti e gli organi dello stato sono vincolati da loro dovere, per il benessere pubblico e per Dio, a correggere e, in ultima analisi, a uccidere il tiranno.
Giovanni, nel Policraticus (1159) sostiene, seppur in maniera ambigua e non senza ripensamenti, la legittimità della ribellione contro gli abusi del monarca:
(Giovanni di Salisbury, Policraticus)
Nel 1408 il teologo Jean Petit usò esempi biblici (la caduta di Saul o l'episodio di Giuditta e Oloferne) per giustificare il tirannicidio, dopo l'assassinio di Luigi di Valois-Orléans da parte di Giovanni di Borgogna. La tesi di Petit è stata ampiamente discussa e anche condannata dalla chiesa. John Ponet nel 1556, sostenne che le persone sono custodi della legge naturale e divina, e che se i governatori e i re violano la loro fiducia, avocando a sé tutti i poteri, e se non lasciano spontaneamente la posizione, devono essere assassinati. John Milton, nel 1649 (lo stesso anno della decapitazione del re Carlo I d'Inghilterra su ordine di Oliver Cromwell), descrisse la storia del tirannicidio, e una difesa di esso al momento opportuno.
L'illuminista Benjamin Franklin, per il Gran Sigillo degli Stati Uniti, propose di includere la frase "La ribellione ai tiranni è obbedienza a Dio".

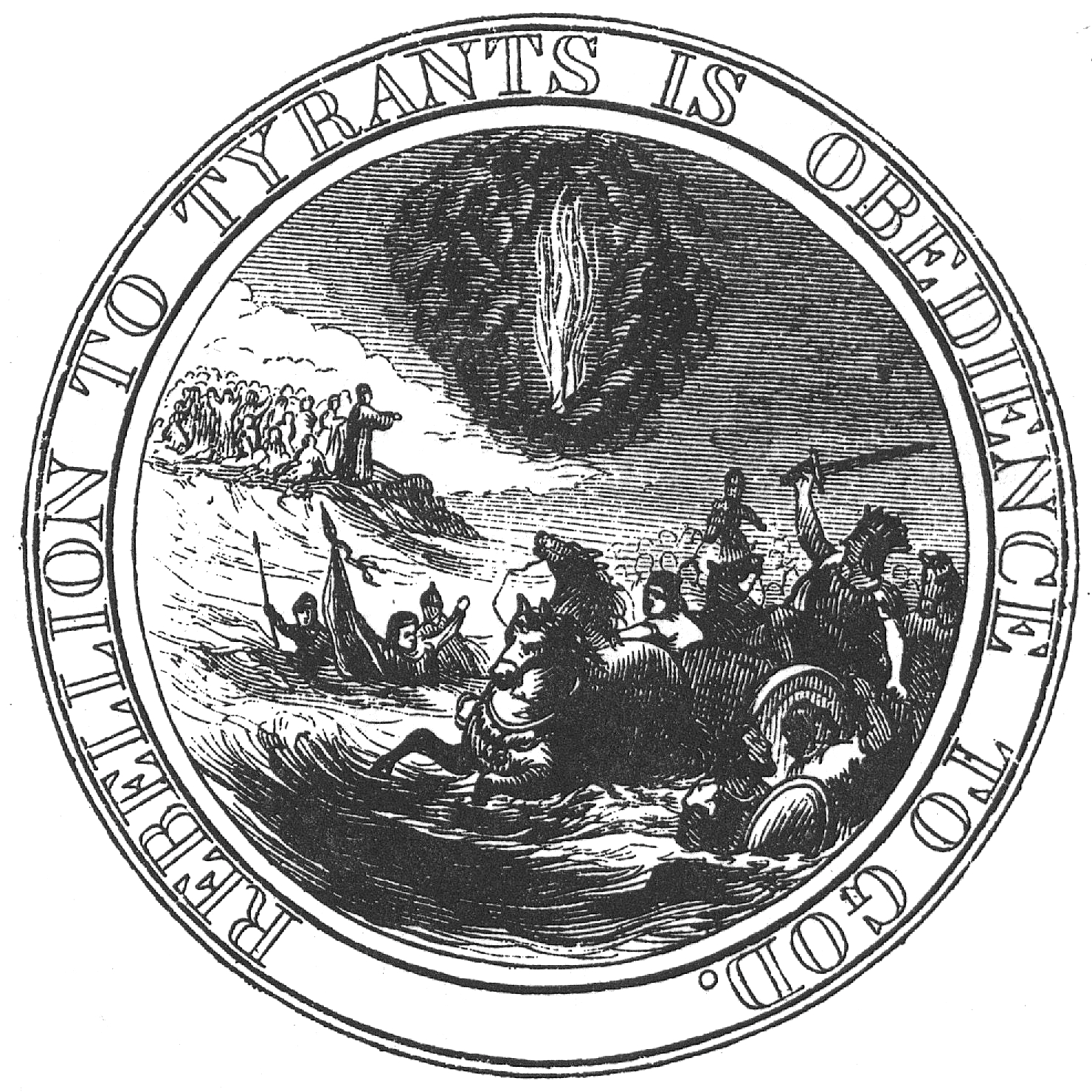
Il sigillo degli Stati Uniti e il motto anti-tirannico proposto da Benjamin Franklin

Giuseppe Mazzini giustificò il tirannicidio, se attuato con precisi scopi e contro un tiranno responsabile di opprimere i popoli.
David George, uno studioso dell'Università di Cambridge, ha anche sostenuto che il terrorismo moderno è esso stesso una forma di tirannia, e il tirannicidio è invece una negazione di essa.
Nick Roberts, un esponente britannico della scuola di pensiero libertariana, sostiene anche la possibilità che il tirannicidio sia lecito anche contro un politico democratico, se viola i diritti individuali: «l'assassinio di un leader colpisce solo, volontariamente, i tiranni. Lascia vivere gli innocenti. Se i governanti scelgono di governare e di andare in guerra, le loro vite perdono valore, perché agiscono in maniera coercitiva nei confronti dei loro sudditi e di coloro che sono destinati a essere conquistati. Come libertario, sostenitore dei diritti naturali, io non ritengo che gli Hitler, i Kennedy, i Gheddafi o gli Attila abbiano diritto alla misericordia. Coloro che pianificano e ordinano la morte di milioni di persone meritano di morire. Dopo tutto, chi altro ha la colpa?»
Abraham Lincoln credeva che l'assassinio di un leader fosse moralmente giustificato quando un popolo ha sofferto sotto un tiranno per un lungo periodo di tempo e ha esaurito tutti i mezzi legali e pacifici di estromissione.

## Storia
Nel corso della storia, molti leader sono morti con il pretesto del tirannicidio. Ipparco, uno degli ultimi capi greci ad usare il titolo di "tiranno", fu assassinato nel 514 a.C. da Armodio e Aristogitone, i tirannicidi originali. Da allora "tiranno" è un termine dispregiativo, anche se manca un criterio oggettivi. Molti sovrani e capi di stato sono stati considerati come tali dai loro nemici, ma non dai loro seguaci e sostenitori. Per esempio, quando John Wilkes Booth assassinò Abraham Lincoln nel 1865, affermò di considerare Lincoln un tiranno, paragonandosi a Marco Giunio Bruto, che pugnalò il dittatore romano Giulio Cesare nel 44 a.C.

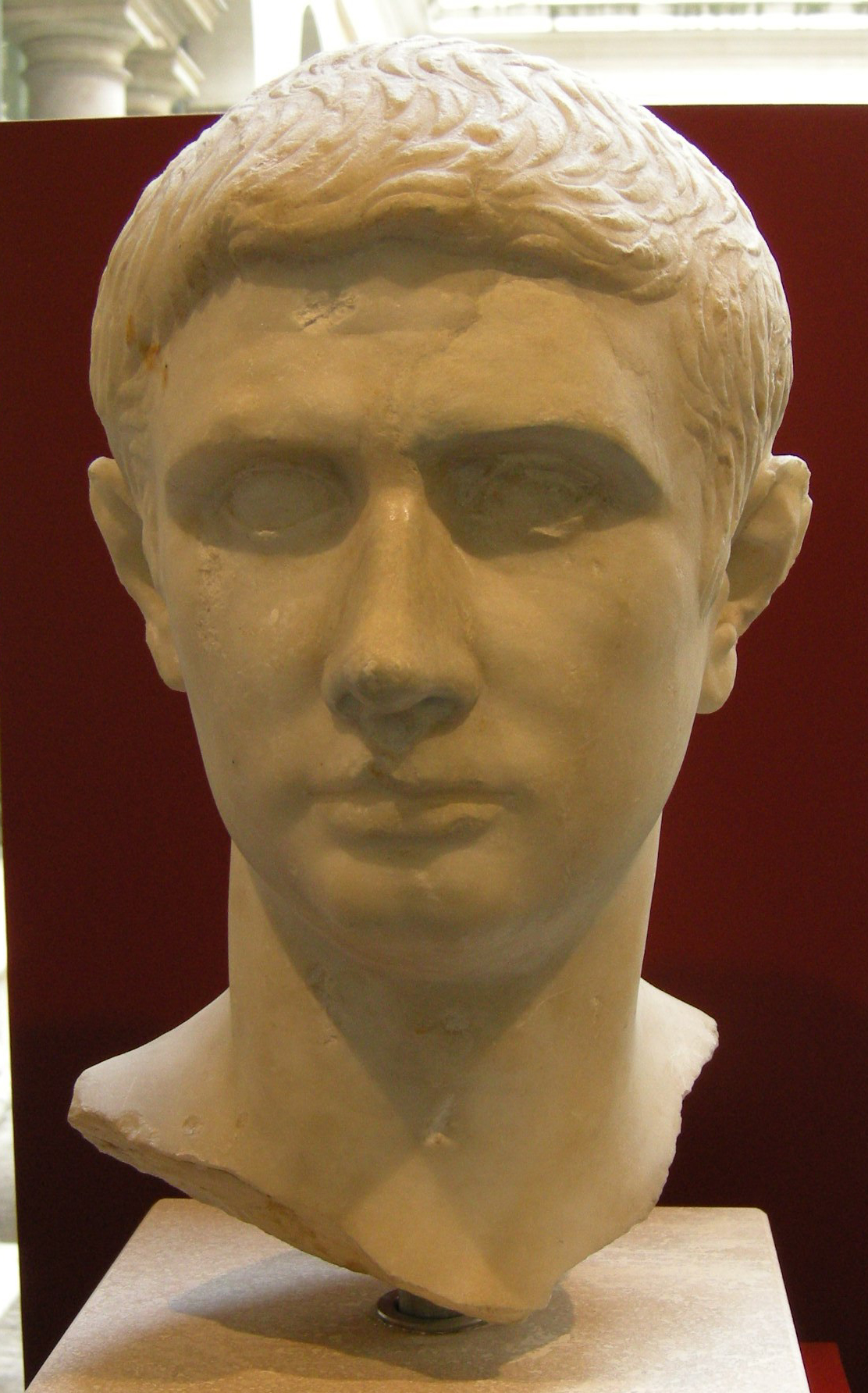
Marco Giunio Bruto

Spesso i tirannicidi ebbero risultati deludenti nel raggiungere il loro risultato previsto. La morte di Cesare, per esempio, non è riuscita a riportare in auge il potere repubblicano, e invece pose le basi per l'Impero romano, ma spesso i tirannicidi era comunque galvanizzati e soddisfatti dopo aver compiuto l'atto, sentendo di aver fatto il proprio dovere. Molti degli imperatori successori di Cesare sono stati uccisi per le loro azioni tiranniche, tra cui Caligola, che venne accoltellato nel 41 da Cassio Cherea e altri Pretoriani, e Domiziano, pugnalato in una congiura nel 96 dall'ex intendente di Flavia Domitilla (una delle vittime delle sue repressioni), il procuratore Stefano. Molti attentati alla vita di Commodo verso la fine del secondo secolo sono falliti, compreso quello istigato dalla propria sorella Lucilla, ma alla fine cadde vittima dei suoi stessi eccessi, colpito da una congiura e strangolato dal suo maestro gladiatore, Narcisso. Dopo la caduta dell'Impero Romano, i tirannicidi continuarono nell'impero bizantino, quando l'imperatore Andronico I Comneno, fu legato ad una colonna, picchiato, strangolato e smembrato dopo la morte dalla folla nel 1185.
Il cattolico François Ravaillac assassinò il re protestante Enrico IV di Francia perché secondo lui la sua conversione al cattolicesimo non era sincera e stava per muovere guerra contro il Papa.
Nel corso della storia, il tirannicidio è stato collegato alla rivoluzione, con molti che si svolgono durante le rivoluzioni di successo, e gli altri scatenando sconvolgimenti rivoluzionari. Nel bel mezzo della rivoluzione francese, Maximilien Robespierre, che prese il potere come il Presidente del Comitato di Salute Pubblica, dopo aver guidato il regime del terrore nel 1793-1794 e aver fatto ghigliottinare Luigi XVI, fu giustiziato anche lui dalla Convenzione Nazionale.
Robespierre giustificò l'esecuzione del re con una teoria sul diritto di resistenza e sul tirannicidio rivoluzionario verso un "traditore": 
(Maximilien Robespierre, Sulle decisioni da assumersi nei confronti di Luigi Capeto)
Sempre durante la rivoluzione, l'omicidio di Jean-Paul Marat da parte di Charlotte Corday venne giustificato con l'uccisione di un persecutore tirannico (nei confronti di girondini e moderati).
Durante la Rivoluzione rumena, una delle rivoluzioni del 1989, un gruppo di soldati disertarono per catturare Nicolae Ceaușescu, leader comunista del paese, e mettere in scena un processo, dopo il quale fu giustiziato da un plotone di paracadutisti, comprendente Ionel Boeru, Dorin Cârlan e Octavian Gheorghiu, assieme alla moglie Elena, sua vice-premier.
Molti assassini sono stati uccisi durante l'atto, come ad esempio Rigoberto López Pérez, che ha sparato al dittatore nicaraguense Anastasio Somoza García nel 1956. Altri sono stati processati per l'uccisione. Antonio de la Maza e i suoi cospiratori furono giustiziati dopo il loro attentato riuscito contro Rafael Trujillo, dittatore della Repubblica Dominicana, nel 1961, o come Kim Jaegyu, che ha sparato al dittatore sudcoreano Park Chung-hee nel 1979. Khalid Islambouli era uno dei tre membri della Jihad islamica egiziana giustiziati per l'assassinio di Anwar Sadat, il presidente autocratico dell'Egitto, nel 1981.. Gli assassini di Ipparco furono a loro volta uccisi, Armodio sul posto e Aristogitone dopo essere stato torturato (entrambi dal fratello dell'ucciso, Ippia, figlio anche lui del tiranno Pisistrato), e i principali cospiratori del complotto per uccidere Cesare furono ugualmente uccisi o costretti al suicidio (come Bruto e Cassio).

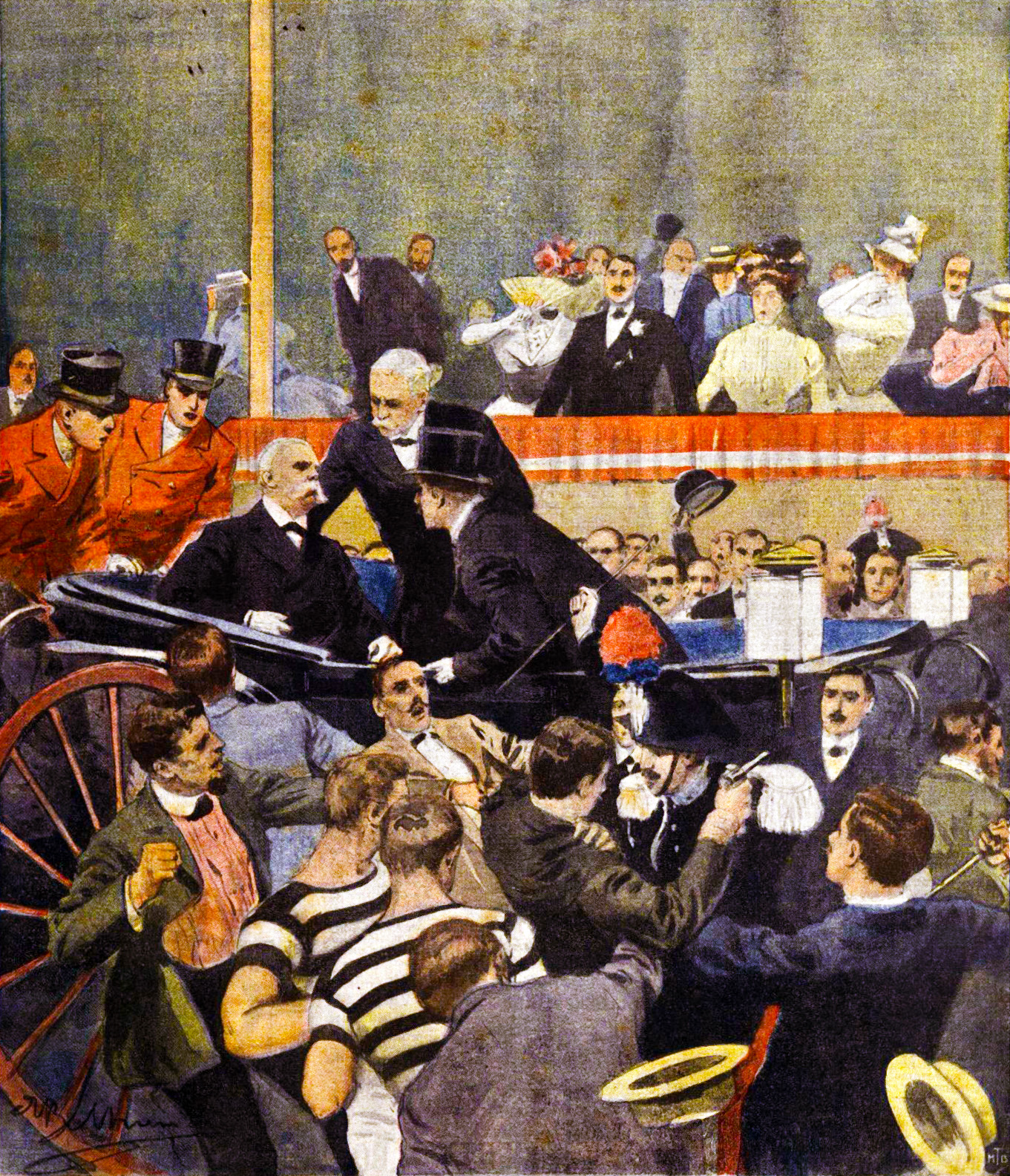
L'omicidio di Umberto I ad opera di Gaetano Bresci

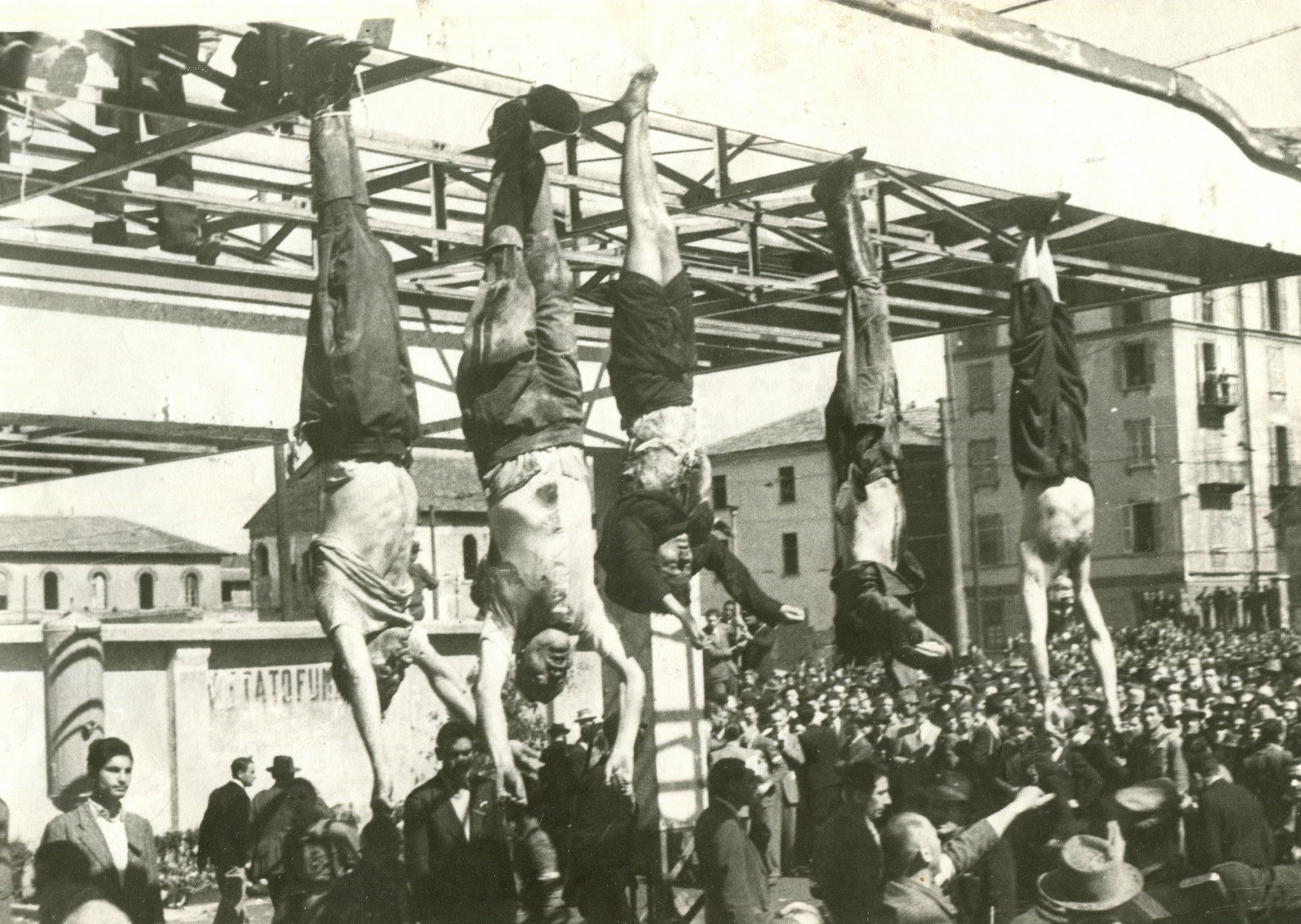
I corpi di Mussolini, della sua amante Clara Petacci e di alcuni gerarchi fascisti appesi a Piazzale Loreto dopo l'uccisione. Milano, aprile 1945

Molti terroristi anarchici compirono tirannicidi, o quelli che loro ritenevano tali o come atti di giustizia: Gaetano Bresci uccise il re d'Italia Umberto I, per punire il suo appoggio e riconoscimento a Fiorenzo Bava Beccaris, il generale responsabile di massacri indiscriminati nei moti di Milano del 1898. Umberto era già scampato anni prima agli attentati di Giovanni Passannante e Pietro Acciarito. Bresci morì l'anno dopo in prigione, ufficialmente suicida, ma in circostanze sospette.
Sante Caserio assassinò il presidente francese Marie-François Sadi Carnot e venne ghigliottinato. Michele Angiolillo fece lo stesso, finendo giustiziato, uccidendo il presidente spagnolo Antonio Cánovas del Castillo.
Così molti altri anarchici, durante il XIX e il XX secolo.
Numerosi attentati falliti tentarono di realizzare un tirannicidio verso dittatori e tiranni del XX secolo, quali Benito Mussolini, Adolf Hitler (i più celebri furono quelli di Georg Elser e quello del 20 luglio 1944), Augusto Pinochet, Francisco Franco, Mohammad Reza Pahlavi, Ali Khamenei, Stalin.
Una rivolta a titolo definitivo è stato il contesto per altri tirannicidi, e ha permesso singoli uccisori di fuggire o rimanere anonimi. Durante la seconda guerra mondiale e il movimento di resistenza italiana, il comandante comunista Walter Audisio affermò che, con la sua squadra di partigiani, arrestò e fucilò Benito Mussolini nel 1945, eseguendo un ordine del Comitato di Liberazione Nazionale, votato da tutti i membri, tra cui i popolari leader Sandro Pertini e Ferruccio Parri. Le effettive circostanze della morte del "Duce" restano poco chiare, anche se il racconto di Audisio venne accettato come versione ufficiale. Audisio fu poi eletto sia alla Camera dei deputati che al Senato della Repubblica, nelle file del PCI.
Nel 1996, durante la loro insurrezione in Afghanistan, soldati talebani catturarono Mohammad Najibullah, il Presidente della Repubblica Democratica dell'Afghanistan, installato al potere dall'Unione Sovietica molti anni prima, e lo trascinarono con una macchina, massacrandolo fino alla morte. 
Il deposto dittatore iracheno Saddam Hussein, venne catturato e, ormai senza più alcun potere, condannato a morte e impiccato nel 2006.
Nel corso del 2011, durante la guerra civile libica, il leader libico Muʿammar Gheddafi, dittatore e "Guida della Rivoluzione", venne catturato, linciato e ucciso nella battaglia di Sirte, in circostanze incerte.

## Letteratura, arte e cultura
(William Shakespeare, Enrico IV)

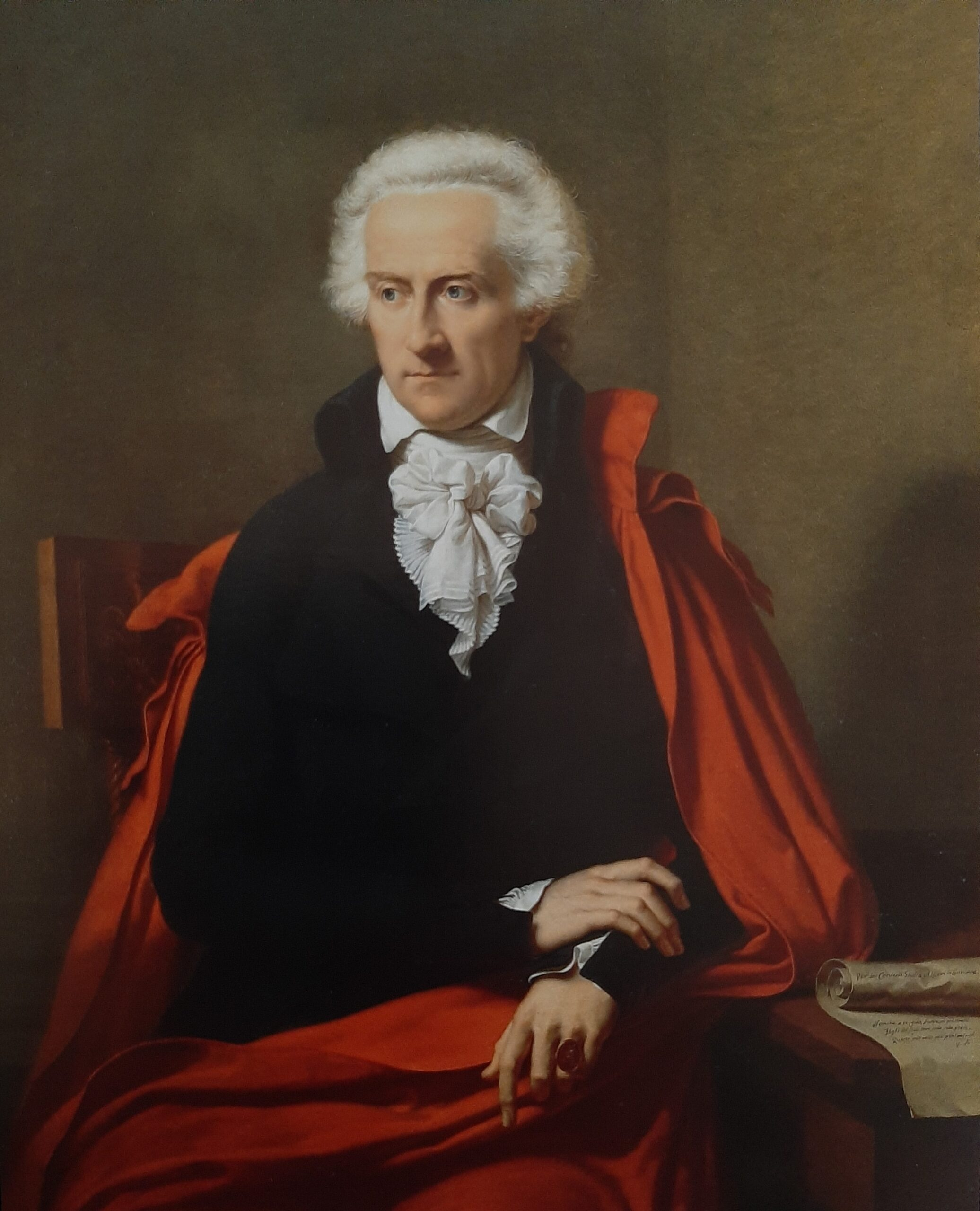
Vittorio Alfieri

Sigillo del Commonwealth di Virginia.

Il tirannicidio è un topos letterario popolare. Molte opere di narrativa raccontano la lotta di un individuo o un gruppo di individui per rovesciare e uccidere un tiranno ingiusto. Spesso la tirannia è causata da un usurpatore a un trono regale, dove la conclusione ristabilisce il giusto erede. La letteratura per ragazzi si occupa frequentemente del soggetto. I racconti popolari come Lo schiaccianoci o Biancaneve e i sette nani, includono l'atto, come fanno alcuni videogiochi.
Esempi classici dell'animazione Disney includono Il Re Leone, Aladdin o La Sirenetta, che raccontano di tiranni che giungono al potere con la forza e l'ingiustizia e ne vengono infine spodestato, finendo uccisi. Nel fantasy accade, ad esempio, ne Il Signore degli Anelli, Le cronache di Narnia e le serie di fantascienza come Guerre stellari.
Oltre a Giulio Cesare, molte opere di William Shakespeare trattano l'argomento, tra cui Amleto, Macbeth, Enrico IV, Riccardo III e La tempesta.

Il drammaturgo, poeta e filosofo italiano, Vittorio Alfieri ha dedicato la maggioranza delle sue opere a questo tema, tra cui spiccano le tragedie Bruto secondo, La congiura de' Pazzi, Saul e il trattato Della tirannide. Per Alfieri ogni governante rischia di essere tiranno:
(Della tirannide)
Ugo Foscolo fa pronunciare a Giuseppe Parini e al protagonista, nelle Ultime lettere di Jacopo Ortis, appassionate invettive antitiranniche:
Giacomo Leopardi celebra Bruto (nel Bruto minore e nelle Operette morali), e addita Serse come esempio di tiranno malvagio, nella canzone All'Italia.
Nabucodonosor svolge invece il ruolo del tiranno oppressore nell'opera lirica Nabucco di Giuseppe Verdi, mentre Caligola nell'omonima opera teatrale di Albert Camus.
Il tema è presente anche nelle opere del poeta ungherese Sándor Petőfi, in particolare ne L'apostolo e nella lirica Contro i re, e in alcune opere di Percy Bysshe Shelley e George Gordon Byron. Jorge Luis Borges scrisse durante il governo di Juan Domingo Perón una poesia di tema tirannicida intitolata Il pugnale, che il quotidiano La Nación rifiutò però di pubblicare.
L'inno francese La Marsigliese ha tra suoi temi principali il tirannicidio.
Nel cinema il tema della lotta e/o dell'uccisione finale del tiranno è presente in molti film come Guerre stellari, Il gladiatore, V per Vendetta, Bastardi senza gloria, 300 e molti altri.
Nella serie televisiva Dr. House - Medical Division, il tema, e le sue implicazioni etiche, vengono trattati nell'episodio Il tiranno, in cui uno dei medici protagonisti, falsifica le analisi di un dittatore africano, al fine di ottenere la sua morte con cure sbagliate, ed evitare un genocidio nel paese da lui governato.